# Brigid Walsh
Brigid Walsh, född 3 augusti 1972 i San Francisco är en amerikansk skådespelare. Hon använder sig också av efternamnen Brannagh, Brannah och Conley Walsh.

## Filmografi
- 1990 – Dr Howser (TV-serie) (1 avsnitt)
- 1994 – Cityakuten (TV-serie) (1 avsnitt)
- 1994 – På spaning i New York (TV-serie) (1 avsnitt)
- 1996 – Vampyrernas hemlighet (TV-serie) (huvudroll, 6 avsnitt)
- 1997–1998 – Brooklyn South (TV-serie) (4 avsnitt)
- 1998 – Mannen med järnmasken
- 1998 – Ally McBeal (TV-serie) (1 avsnitt)
- 1998 – Dharma & Greg (TV-serie) (2 avsnitt)
- 1998 – Veronica (TV-serie) (1 avsnitt)
- 1999 – Förhäxad (TV-serie) (1 avsnitt)
- 2000 – Diagnos mord (TV-serie) (1 avsnitt)
- 2000 – Vita huset (TV-serie) (1 avsnitt)
- 2000–2001 – Angel (TV-serie) (4 avsnitt)
- 2001 – CSI: Crime Scene Investigation (TV-serie) (2 avsnitt)
- 2002 – Just Shoot Me! (TV-serie) (1 avsnitt)
- 2003 – Star Trek: Enterprise (TV-serie) (1 avsnitt)
- 2003 – Strong Medicine (TV-serie) (1 avsnitt)
- 2004 – 24 (TV-serie) (1 avsnitt)
- 2004 – Brottskod: Försvunnen (TV-serie) (1 avsnitt)
- 2005 – Cold Case (TV-serie) (1 avsnitt)
- 2005 – NCIS (TV-serie) (1 avsnitt)
- 2006 – Standoff (TV-serie) (1 avsnitt)
- 2007–2012 – Army Wives (TV-serie) (huvudroll, 85 avsnitt)
- 2011 – Criminal Minds (TV-serie) (1 avsnitt)
- 2013 – Drop Dead Diva (TV-serie) (1 avsnitt)
- 2014 – Grimm (TV-serie) (1 avsnitt)
- 2015 – Supernatural (TV-serie) (1 avsnitt)
- 2016–2017 – Grey's Anatomy (TV-serie) (2 avsnitt)
- 2016 – Major Crimes (TV-serie) (3 avsnitt)
- 2020 – The Good Doctor (TV-serie) (1 avsnitt)
- 2023 – NCIS (TV-serie) (2 avsnitt)